# Jeremy Seewer

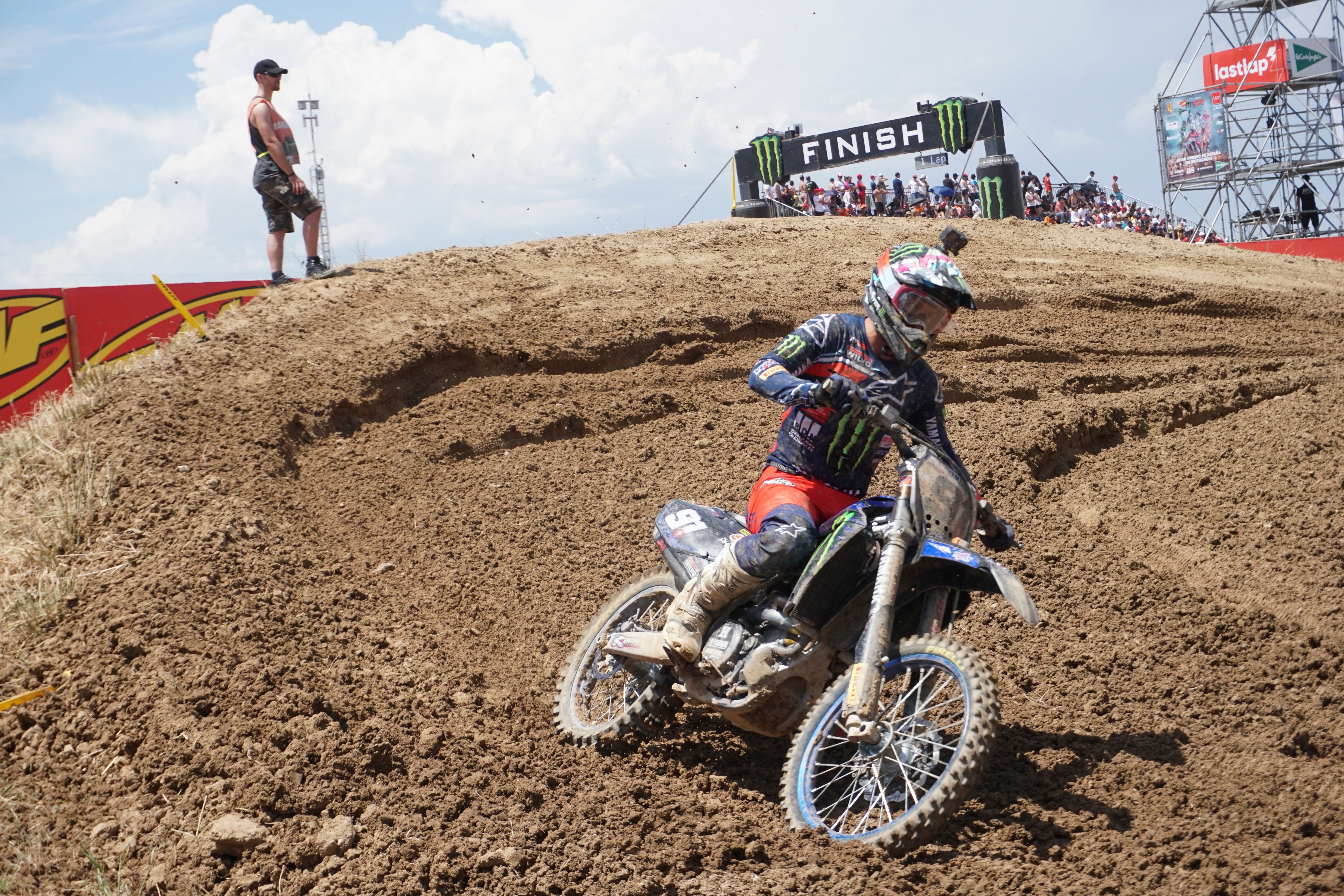
Jeremy Seewer in 2022

Jeremy Seewer (Bülach, 18 juli 1994) is een Zwitsers motorcrosser.

## Carrière
Seewer begon met motorcross in 2001 met een 50cc. In 2006 werd hij Zwitsers Kampioen 65cc, en deed dit nog eens over in 2008 in de 85cc. Vanaf dan ging Seewer naar de 125cc-klasse, en begon in 2011 aan het Europees Kampioenschap 125cc, met Suzuki. Hij stond tweemaal op het podium en eindigde derde in de eindstand. Hij nam ook deel aan een wedstrijd van het EK MX2, en eindigde in de top tien. In 2012 maakte hij de overstap naar het EK MX2. Hij behaalde een podiumplaats, maar moest ook twee wedstrijden missen door een blessure. Hij wist de vijfde plaats te behalen in het eindklassement. Datzelfde jaar maakte hij een gastoptreden in het Wereldkampioenschap motorcross MX2, en wist meteen enkele punten te scoren. Ook in 2013 reed Seewer het EK MX2, en werd vice-kampioen achter zijn landgenoot Valentin Guillod. Hij nam deel aan vier wedstrijden van het WK, en werd zo 27ste in de eindstand.
In 2014 maakte Seewer definitief de overstap naar het WK MX2. Hij scoorde in elke reeks van het seizoen, een regelmatigheid die werd beloond met een tiende plaats in het eindklassement. In 2015 behaalde hij drie podiumplaatsen en werd zo vijfde in de eindstand.
Seewer maakte ook al deel uit van het Zwitserse team voor de Motorcross der Naties.

## WK motorcross
2015: 5e Wereldkampioenschap MX2
2016:  Wereldkampioenschap MX2
2017:  Wereldkampioenschap MX2
2018: 8e Wereldkampioenschap MXGP
2019:  Wereldkampioenschap MXGP
2020:  Wereldkampioenschap MXGP
2021: 4e Wereldkampioenschap MXGP-klasse
2022: Wereldkampioenschap MXGP-klasse
2023: Wereldkampioenschap MXGP-klasse
2024: 4e Wereldkampioenschap MXGP-klasse
| 1           | 05-03-2017 | Indonesië           | Pangkal Pinang    |
| 2           | 21-05-2017 | Duitsland           | Teutschenthal     |
| 3           | 25-06-2017 | Lombardije (Italië} | Ottobiano         |
| 4           | 02-07-2017 | Portugal            | Águeda            |
| 5           | 20-08-2017 | Zweden              | Uddevalla         |
| MXGP-klasse |            |                     |                   |
| 6           | 27-09-2020 | Lombardije (Italië} | Mantova           |
| 7           | 31-10-2021 | Garda (Italië}      | Pietramurata      |
| 8           | 05-06-2022 | Frankrijk           | Ernée             |
| 9           | 17-07-2022 | Tsjechië            | Loket             |
| 10          | 07-08-2022 | Zweden              | Uddevalla         |
| 11          | 21-05-2023 | Frankrijk           | Villars-sous-Écot |
| 12          | 13-08-2023 | Zweden              | Uddevalla         |
| 13          | 17-09-2023 | Italië              | Maggiora          |